# Osvaldo Buskei
Osvaldo Buskei (Três Barras, 25 de dezembro de 1944) é um empresário, comerciante e político brasileiro. Apesar de nascer em Santa Catarina, realizou sua carreira política no Paraná; Nas eleições em 1974, foi eleito deputado federal. Ele também foi vice-prefeito do município de Prudentópolis de 1977 a 1983.

## Biografia
Osvaldo Buskei é filho de André Buskei e Ana Buskei.[carece de fontes?]
Em 1974, foi eleito deputado federal pelo estado do Paraná após se filiar ao Movimento Democrático Brasileiro (MDB). Durante o mandato, integrou a Comissão de Saúde e foi suplente na Comissão de Agricultura e Política Rural da Câmara. Em 1978, tornou-se a se candidatar à deputado federal pelo estado do Paraná, entretanto, não consegui se reeleger e obteve apenas a suplência.
Após 1979 filiou-se ao Partido dos Trabalhadores (PT) e retornou a ser candidato a deputado federal pelo Paraná nas eleições em 1982, e Buskei obteve a suplência novamente. Em outubro de 1998 disputou uma vaga na Câmara dos Deputados, dessa vez pela coligação formada pelo Partido da Mobilização Nacional, Partido Democrático Trabalhista e Partido Verde.
Em 2012 candidatou-se a vereador do município de Curitiba pelo Partido Trabalhista Brasileiro (PTB), obteve 303 votos e ficou como suplente.
Em 2014 voltou a disputar uma vaga para deputado federal pelo Paraná pelo Partido Trabalhista Brasileiro, e obteve novamente a suplência, com 707 votos (por volta de 0,01% dos votos).